# Paiwu (sockenhuvudort i Kina, Hunan Sheng, lat 28,37, long 109,41)
Paiwu (kinesiska: 排吾, 排吾乡) är en sockenhuvudort i Kina. Den ligger i provinsen Hunan, i den södra delen av landet, omkring 350 kilometer väster om provinshuvudstaden Changsha. Antalet invånare är 8 469. Befolkningen består av 3 921 kvinnor och 4 548 män. Barn under 15 år utgör 23,0 %, vuxna 15-64 år 66 %, och äldre över 65 år 9,0 %.
Runt Paiwu är det ganska tätbefolkat, med 239 invånare per kvadratkilometer. Närmaste större samhälle är Minle, 11,0 km väster om Paiwu. I omgivningarna runt Paiwu växer i huvudsak blandskog.
Genomsnittlig årsnederbörd är 1 719 millimeter. Den regnigaste månaden är maj, med i genomsnitt 303 mm nederbörd, och den torraste är december, med 32 mm nederbörd.